# Coelogyne fimbriata
Coelogyne fimbriata Lindl., 1825 è una pianta della famiglia dell Orchidacee, originaria dell'Asia orientale.

## Descrizione
È un'orchidea di medie dimensioni a crescita epifita oppure litofita. C. fimbriata è costituita da un rizoma con ogni 3 o 4 centimetri uno pseudobulbo di forma da ovoidale a ellissoidale, che porta al suo apice 2 foglie di forma oblungo-ellittica ad apice acuto, recanti 5 nervature, plicate, dotate di picciolo. 
La fioritura avviene normalmente in autunno, mediante una infiorescenza terminale, derivante da uno pseudobulbo maturo, eretta, racemosa, lunga mediamente 4 - 5 centimetri, ricoperta alla base da una guaina e portante da 1 a 3 fiori. Questi sono di lunga durata, sono profumati di muschio, sono grandi da 3 a 4 centimetri, con sepali ellittici ad apice acuto e petali strettamente lanceolati, entrambi di colore variabile dal verde al marroncino, il labello è varia dal rosso porpora al verde e presenta il margine particolarmente frastagliato, a formare una frangia, da qui il nome della specie.

## Distribuzione e habitat
La specie è originaria dell'Asia, in particolare delle province cinesi di Fujian, Guangdong, Guangxi, Guizhou, Hainan, Jiangxi, Sichuan, Xizang e Yunnan, oltre che di Nepal, Bhutan, Hong Kong, nord-est India, Birmania, Thailandia, Malaysia peninsulare, Cambogia, Laos e Vietnam, dove cresce epifita su alberi della foresta di latifoglie sempreverdi, oppure litofita su scogliere calcaree o in crepacci, ad altitudini tra il piano e i 1500 metri sul livello del mare.

## Coltivazione
Questa pianta necessita di non troppa luce e temperature calde in particolare durante la stagione della fioritura, quando sono necessarie anche frequenti irrigazioni. Necessita soltanto di un breve riposo.